# Nautisches Jahrbuch
Das Nautische Jahrbuch war das amtliche Handbuch für die astronomische Navigation in der deutschen Hochseeschifffahrt.

## Inhalt und Erscheinungsweise
Das Jahrbuch enthält
- die Ephemeriden von
  - Sonne
  - Mond
  - den vier Navigationsplaneten (Venus, Mars, Jupiter und Saturn)
  - dem Frühlingspunkt
- die festen Koordinaten der Navigationssterne.

für jeden Tag eines Jahres in einstündigem Abstand für Universal Time No.1 (UT1) und in einer Winkelauflösung von 0,1′ (Bogenminuten). Unter Verwendung eines Sextanten und einer genau gehenden Uhr lässt sich aus diesen Daten die astronomische Ortsbestimmung durchführen.
Die erste Ausgabe erschien 1850 für das Beobachtungsjahr 1852 und war „auf Veranlassung des Königlich Preussischen Ministeriums für Handel, Gewerbe und Öffentliche Arbeiten“ von Carl Bremiker herausgegeben worden. Im Erscheinungsverlauf gab es leichte Titeländerungen, und es traten schwankende Herausgeber und Verlage auf. Die letzten amtlichen Ausgaben tragen den Titel Nautisches Jahrbuch. Ephemeriden und Tafeln zur Bestimmung der Zeit, Länge und Breite auf See nach astronomischen Beobachtungen und sind vom Bundesamt für Seeschifffahrt und Hydrographie (BSH) herausgegeben; sie erschienen jeweils im Vorjahr.
Ab dem Beobachtungsjahr 2023 wird das Nautische Jahrbuch unter dem Titel Nautisches Jahrbuch, Ephemeriden und Tafeln für die Astronavigation auf See unabhängig und nicht-amtlich, aber mit gleicher Struktur der Tabellen und Tafeln herausgegeben.

### DDR
Für die Jahre 1951 bis 1990 hat der Seehydrographische Dienst der DDR ein vergleichbares Jahrbuch herausgegeben.

### Aeronautisches Jahrbuch
Von 1934 bis 1941 hat die Deutsche Seewarte in Hamburg, Vorgänger des BSH, im Auftrag des Reichsluftfahrtministeriums für die besonderen Zwecke der Navigation in der Luftfahrt ein Aeronautisches Jahrbuch. Astronomische Ephemeriden herausgegeben; einige Teile zählen zugleich als Handbuch der Luftnavigation, Teil E. 1942 wurde vom Technischen Amt des Reichsluftfahrtministeriums ein Aeronautisches Jahrbuch … für Stundenzeit herausgegeben, das von der Erprobungsstelle der Luftwaffe Rechlin bearbeitet wurde. Für 1943 bis 1945 ist vom Technischen Amt des Reichsluftfahrtministeriums ein Aeronautisches Jahrbuch 1 und … 2 herausgegeben worden.
1929 war in den USA mit den Lunar ephemeris for aviators erstmals ein Jahrbuch mit Angabe des Greenwicher Stundenwinkels erschienen. Kurz darauf kam in Japan – ebenfalls für die Luftfahrt – ein Werk in Form eines Abreißkalenders heraus, der die Sonnenephemeride für einige Tage auf einem Blatt vereinigte. Beide Ideen wurden von der Deutschen Seewarte 1933 aufgegriffen, um der Lufthansa für Transozeanflüge leicht handhabbare Ephemeriden an die Hand zu geben: hier waren ein- und zweistündige Stundenwinkelwerte für mehrere Gestirne pro Tag auf je einem Blatt zusammengefasst. Doch erst die zweite Ausgabe der Aeronautischen Jahrbücher – 1935 für 1936 erschienen – war in dieser modernen Form gestaltet. Mit diesen Jahrbüchern war die Seewarte die erste Stelle, die regelmäßig Ephemeriden für die Luftfahrt herausbrachte – sie fanden viele Nachahmer.